# Kunja (Lowat)
Die Kunja (russisch Ку́нья) ist ein rechter Nebenfluss der Lowat in den russischen Oblasten Pskow, Twer und Nowgorod.
Die Kunja hat ihren Ursprung in dem kleinen See Wstesselewo in der Oblast Pskow. Sie fließt in überwiegend nördlicher Richtung. Dabei durchquert sie auf einem Teilstück die Oblast Twer. Schließlich mündet sie in der Oblast Nowgorod bei der Kleinstadt Cholm in die Lowat.
Die Kunja hat eine Länge von 236 km. Sie entwässert ein Areal von 5143 km². 
Sie wird hauptsächlich von der Schneeschmelze gespeist.
Der mittlere Abfluss an der Mündung beträgt 44,8 m³/s.
Anfang Dezember gefriert die Kunja. Ende März ist sie wieder eisfrei.
Der bedeutendste Nebenfluss, die Serjoscha, mündet bei Flusskilometer 33 von rechts in die Kunja.